# Йерсак (кантон)
Йерса́к (фр. Hiersac) — кантон во Франции, находится в регионе Пуату — Шаранта, департамент Шаранта. Входит в состав округа Ангулем.
Код INSEE кантона — 1616. Всего в кантон Йерсак входят 13 коммун, из них главной коммуной является Йерсак.
Население кантона на 2007 год составляло 11 718 человек.
Коммуны кантона:
- Аньер-сюр-Нуэр
- Вендель
- Дуза
- Йерсак
- Линар
- Мулидар
- Сен-Жени-д’Йерсак
- Сен-Сатюрнен
- Сент-Аман-де-Нуэр
- Сирёй
- Труа-Пали
- Шаммиллон
- Эшалла